# Thymus ciliatopubescens
Thymus ciliatopubescens là một loài thực vật có hoa trong họ Hoa môi. Loài này được (Halácsy) Halácsy miêu tả khoa học đầu tiên năm 1902.